# Полянка (річка)
Полянка (пол. Polanka (dopływ Stradomki)) — річка в Польщі, у Бохенському повіті Малопольського воєводства. Права притока Страдомки, (басейн Балтійського моря).

## Опис
Довжина річки 17,46 км, площа басейну водозбору 63,02 км². Формується притоками, безіменними струмками та частково каналізована.

## Розташування
З сіл Мухувки, Полом-Дужи та Лександрови витікає 3 струмки, які з'єднуються у селі Ольхава. Річка тече переважно на південний захід через Нешковіце-Великі, Заваду, Непшесню і у Соболюві впадає у річку Страдомку, праву притоку Раби.